# 10 Years (album, Armin van Buuren)
10 Years je kompilační album největších hitů nizozemského trance producenta a DJe Armina van Buurena. Album obsahuje některé z Arminových nejpopulárnějších skladeb a některé dříve nevydané skladby. Je pojmenováno podle toho, že mezi jeho vydáním a počátkem Arminovy kariéry jako DJ uběhlo deset let.

## Seznam skladeb
| Disc One | Disc One                                  | Disc One |
| Pořadí   | Název                                     | Délka    |
| -------- | ----------------------------------------- | -------- |
| 1.       | Hymne                                     | 2:51     |
| 2.       | Sail                                      | 9:13     |
| 3.       | Love You More (Vocal Mix feat. Racoon)    | 9:02     |
| 4.       | Communication Part 3                      | 8:28     |
| 5.       | Yet Another Day (feat. Ray Wilson)        | 6:39     |
| 6.       | Burned with Desire (feat. Justine Suissa) | 7:44     |
| 7.       | 4 Elements                                | 9:18     |
| 8.       | Sound of Goodbye (Dark Matter Remix)      | 6:42     |
| 9.       | Clear Blue Moon                           | 7:27     |
| 10.      | Blue Fear                                 | 7:54     |
| 11.      | Exhale (feat. System F)                   | 4:38     |

| Disc Two | Disc Two                                                          | Disc Two |
| Pořadí   | Název                                                             | Délka    |
| -------- | ----------------------------------------------------------------- | -------- |
| 1.       | Who is Watching (feat. Nadia Ali; Tonedepth Remix)                | 11:19    |
| 2.       | Saturday Night (vs Herman Brood)                                  | 7:45     |
| 3.       | Zocalo (feat. Gabriel & Dresden)                                  | 8:40     |
| 4.       | This World is Watching Me (vs Rank 1; feat. Kush)                 | 7:48     |
| 5.       | Sunspot (feat. Airwave)                                           | 6:01     |
| 6.       | Touch Me                                                          | 9:09     |
| 7.       | Simple Things (feat. Justine Suissa)                              | 7:08     |
| 8.       | Shivers (Alex M.O.R.P.H. Red Light Dub)                           | 6:47     |
| 9.       | Wall of Sound (feat. Justine Suissa; Airbase presents Parc Remix) | 8:09     |
| 10.      | Intruder (feat. M.I.K.E.)                                         | 7:29     |